# Robbie Busher
Robbie Busher (5 maart 1992) is een Engelse golfer. Hij staat in de top-500 van de World Amateur Golf Ranking.
In 2011 was hij de beste amateur tijdens het Dorset Open, hetgeen hem de Hillamsland Trophy opleverde.

In augustus 2012 won hij de Britse Faldo Series waardoor hij de Faldo Series Asia Grand Final op Mission Hills in China mocht spelen. Hij zit op het Tournament Golf College, de eerste school in Europa voor top-amateurs. 

In 2012-2013 speelde hij de Algarve Winter Tour in Portugal, waar hij de Order of Merit won en zich kwalificeerde voor het Madeira Islands Open 2013. In februari maakte hij een ronde van 63 op de Vale De Pinta Golf Club.

## Gewonnen
- 2011: Hillamsland Trophy (beste amateur, 143)
- 2012: Britse Faldo Series
- 2013: Algarve Winter Tour Order of Merit